# Machaerina complanata
Machaerina complanata är en halvgräsart som först beskrevs av Sven Berggren och som fick sitt nu gällande namn av Tetsuo Michael Koyama.
Machaerina complanata ingår i släktet Machaerina och familjen halvgräs. Inga underarter finns listade i Catalogue of Life.